# Естадио Леонел Пласидо
„Естадио Леонел Пласидо“ (на испански: Estadio Leonel Plácido) е футболен стадион в Сан Фелипе де Пуерто Плата, Доминиканска република.
Намира се в квартал „Луперон“, на 2 км източно от общината. Само на няколко пресечки от него се достига до плажната ивица на Пуерто Плата, наситена с луксозни комплекси. За да получи лиценз за професионалната лига е извършен ремонт за 350 млн. песос (7,3 млн. долара).